# 村上ひろみ
村上 ひろみ（むらかみ ひろみ、1964年1月4日 - ）は、日本の実業家。株式会社北洲代表取締役社長。

## 人物・経歴
岩手県北上市出身。立教大学社会学部卒業。大学卒業後、松下電工株式会社に入社。
1990年、株式会社北洲ハウジングに入社。2001年、株式会社北洲取締役を経て、2005年、同社代表取締役社長に就任。年間売上170億円、従業員450名を抱える北洲のトップ。
1児の母で、趣味は美術鑑賞と旅行。
2023年、一般社団法人東北経済連合会　副会長 兼 地域政策委員会委員長、一般社団法人仙台経済同友会　副代表幹事、宮城県再生可能エネルギー等・省エネルギー促進審議会委員